# 巨型怪臉蝠
巨型怪臉蝠（學名：Mormoops magna）是加勒比地區特有的一種已滅絕的蝙蝠，化石出土於古巴聖斯皮里圖斯省，僅發現肱骨的碎片 ，型態與大葉怪臉蝠類似，但體型較大。